# 호앙부삼손
호앙부삼손(베트남어: Hoàng Vũ Samson, 1988년 10월 6일 ~ ) 혹은 삼손 카요데 올라레예(영어: Samson Kayode Olaleye)은 나이지리아 태생의 베트남의 축구 선수로, 2013년 베트남으로 귀화하였다. 현재 호찌민 시티 FC에서 활약하고 있다. 포지션은 스트라이커다.

## 선수 경력
2011년 스페인 라리가의 아틀레티코 마드리드에 소속되어 있었다. 그러나 단 한경기에도 출전하지 못했고, 포르투갈의 SC 브라가로 임대되었으나 이 곳에서도 출전하지 못했다. 이후 베트남 V리그 1의 하노이 T&T FC로 이적하였다.